# Masacre de San Juan
Masacre de San Juan es el nombre dado al asalto militar a los campamentos mineros del Siglo XX, en Catavi, población que forma parte del municipio de Llallagua, a unos 100 km de la ciudad de Oruro, Bolivia, durante la Noche de San Juan ―el 24 de junio de 1967―, ordenado por el entonces presidente de Bolivia general René Barrientos Ortuño, quien fuera presidente de facto inicialmente.

## Antecedentes
Barrientos Ortuño consideraba que en los centros mineros se estaba gestando un nuevo movimiento guerrillero similar al del Che Guevara y por ello decidió cortar de raíz cualquier posibilidad de una nueva guerrilla en Bolivia. Al efecto, decide junto a su alto mando el tomar por sorpresa los centros mineros y de esta manera terminar con cualquier posible amenaza contra su gobierno.

## La masacre
La población de los centros mineros llevó a cabo las tradicionales celebraciones de la Noche de San Juan, con toda normalidad el 23 de junio por la noche, sin sospechar que el Ejército se encontraban ya rodeándolos. Es así que la madrugada del 24 de junio, fracciones del regimiento Rangers y Camacho de Oruro bajaban de los vagones del tren que llegaban hasta la población, empezando la ocupación de los campamentos mineros.
A los pocos minutos, las tropas se desplazaron hacia la plaza del Minero, el local sindical de piedra, donde funcionaba la emisora La Voz del Minero.
Los mineros fueron sorprendidos por el ataque realizado con dinamita y metralletas Los militares atacaron a hombres, mujeres y niños a quemarropa.
Las mayores víctimas se registraron en el campamento denominado La Salvadora, cerca de la estación ferroviaria de Cancañiri.
Al final de la ocupación, ningún medio pudo determinar la cantidad exacta de muertos, heridos y desaparecidos.
La prensa orureña, creyó su deber, dejar sentado que se produjeron «enfrentamientos de grandes proporciones». Muchos heridos no fueron al hospital, algunos obreros simplemente desaparecieron, sin que se hubiesen podido establecer con exactitud, hasta el día de hoy, las cifras de la masacre.
El diario La Patria informó que:

A las 4:55 de ayer, las poblaciones mineras de esta zona amanecieron con intensos disparos de fusiles, ametralladoras y explosiones de dinamita, cuando las fuerzas del ejército y la policía minera ocupaban los campamentos mineros en sangrienta acción.

Inicialmente se hablaba de 20 muertos y 72 heridos, aunque posteriormente se calculó que los desaparecidos podrían llegar a 200 personas.
Fueron intervenidas las emisoras radiales Siglo XX y La Voz del Minero; sin embargo, en la clandestinidad se informaba la lista de algunos muertos, heridos y desaparecidos.
Los primeros de la lista fueron Rosendo García, Ponciano Mamani, Nicanor Tórrez, Maximiliano Torrez
, Bernardino Condorí, un niño de 8 años, y un bebé recién nacido (con pocas horas de vida) y otros más.